# Tectaria rigida
Tectaria rigida är en ormbunkeart som beskrevs av Holtt. Tectaria rigida ingår i släktet Tectaria och familjen Tectariaceae. Inga underarter finns listade.